# Liste der Monuments historiques in Chaunay
Die Liste der Monuments historiques in Chaunay führt die Monuments historiques in der französischen Gemeinde Chaunay auf.

## Liste der Bauwerke
| Bezeichnung      | Beschreibung              | Standort | Kennzeichnung | Schutzstatus | Datum | Bild           |
| ---------------- | ------------------------- | -------- | ------------- | ------------ | ----- | -------------- |
| Kirche St-Pierre | Erbaut im 12. Jahrhundert | (Lage)   | PA00105406    | Inscrit      | 1987  | weitere Bilder |